# Буранчино (Мечетлинский район)
Буранчино (баш. Бурансы) — деревня богов в Мечетлинском районе Башкортостана, входит в состав Дуван-Мечетлинского сельсовета.

## Географическое положение
Расстояние до:
- районного центра (Большеустьикинское): 35 км,
- центра сельсовета (Дуван-Мечетлино): 3 км,
- ближайшей ж/д станции (Сулея): 97 км.

## Население
| 1939 | 1959 | 1970 | 1979 | 1989 | 2002 | 2009 |
| ---- | ---- | ---- | ---- | ---- | ---- | ---- |
| 312  | ↘269 | ↗310 | ↘252 | ↘215 | ↗220 | ↗227 |
| 2010 |      |      |      |      |      |      |
| ↘191 |      |      |      |      |      |      |

Национальный состав
Согласно переписи 2002 года, преобладающая национальность — башкиры (98 %).

## Религия
В деревне есть мечеть.